# امراگاچهیای جنوبی
امراگاچهیای جنوبی (به لاتین: South Amragachhia) یک منطقهٔ مسکونی در بنگلادش است که در ناحیه برگونه واقع شده‌است.